# Żona farmera
Żona farmera (ang. The Farmer’s Wife) – brytyjski, czarno-biały niemy film komediowy w reżyserii Alfreda Hitchcocka z 1928 roku oparty na sztuce teatralnej Edena Philpottsa.

## Treść
Samuel Sweetland jest farmerem, który po stracie żony, mieszka samotnie. Jego gospodarstwem zajmuje się Araminta Dench. Pewnego dnia Samuel postanawia położyć kres swojej samotności i układa listę kobiet, które weźmie pod uwagę przy ożenku. Podczas spotkań z kandydatkami przekonuje się, że te kobiety mają jednak wady. Równocześnie zaczyna doceniać zalety Araminty...

## Obsada
- Jameson Thomas – Samuel Sweetland
- Lillian Hall-Davis – Araminta Dench
- Gordon Harker – Churdles Ash
- Gibb McLaughlin – Henry Coaker
- Maud Gill – Thirza Tapper
- Louie Pounds – Widow Windeatt
- Olga Slade – Mary Hearn: Postmistress
- Ruth Maitland – Mercy Bassett
- Antonia Brough – Susan
- Haward Watts – Dick Coaker
- Mollie Ellis – Sibley "Tibby" Sweetland (uncredited)